# Tú pintas mi vida (album)
 (mars 2025).
Albums de Charles Aznavour
Cuando estás junto a mí
(1996) El disco de Navidad
(2024)
Tú pintas mi vida (Tu peins ma vie) est le 7e album studio de Charles Aznavour en espagnol. Il sort en 2008.

## Liste des chansons
| 1.  | Fado (Version espagnole)                                   | Charles Aznavour (Adapt. Luis Gomez Escolar)                         | 04:38 |
| 2.  | El tiempo sin querer pasó (Je n'ai pas vu le temps passer) | Charles Aznavour (Adapt. Luis Gomez Escolar)                         | 03:33 |
| 3.  | Sí (Oui)                                                   | Charles Aznavour (Adapt. Luis Gomez Escolar)                         | 03:35 |
| 4.  | Viajar y viajar (Je voyage) (En duo avec Shaila Dúrcal)    | Charles Aznavour / Jean-Pierre Bourtayre (Adapt. Luis Gomez Escolar) | 04:26 |
| 5.  | Es (She)                                                   | Herbert Kretzmer / Charles Aznavour (Adapt. Luis Gomez Escolar)      | 02:35 |
| 6.  | La fiesta acabó (La fête est finie)                        | Charles Aznavour (Adapt. Luis Gomez Escolar)                         | 03:36 |
| 7.  | La tierra muere (La terre meurt)                           | Charles Aznavour (Adapt. Luis Gomez Escolar)                         | 04:15 |
| 8.  | Cuando me amas (Quand tu m'aimes)                          | Charles Aznavour (Adapt. Luis Gomez Escolar)                         | 03:39 |
| 9.  | Huérfano de ti (Orphelin de toi)                           | Charles Aznavour (Adapt. Luis Gomez Escolar)                         | 04:09 |
| 10. | Tú pintas mi vida (Colore ma vie)                          | Charles Aznavour (Adapt. Luis Gomez Escolar)                         | 03:45 |
| 11. | Dime que me amas (Dis-moi que tu m'aimes)                  | Charles Aznavour (Adapt. Luis Gomez Escolar)                         | 02:43 |
| 12. | Yo bailo por amor (Je danse avec l'amour)                  | Charles Aznavour (Adapt. Luis Gomez Escolar)                         | 02:41 |